# Chiesanuova
Chiesanuova (emilián–romanyol nyelven Cisanova) egyike San Marino kilenc városának. Az ország délnyugati részén helyezkedik el.